# Ataksak
Ataksak na mitologia inuíte, é o deus da alegria, que habita o céu. Diz-se que quando morrer seu corpo brilhará. É apresentado como uma esfera com muitos cordões brilhantes em seu corpo.